# Bruno de Stabenrath

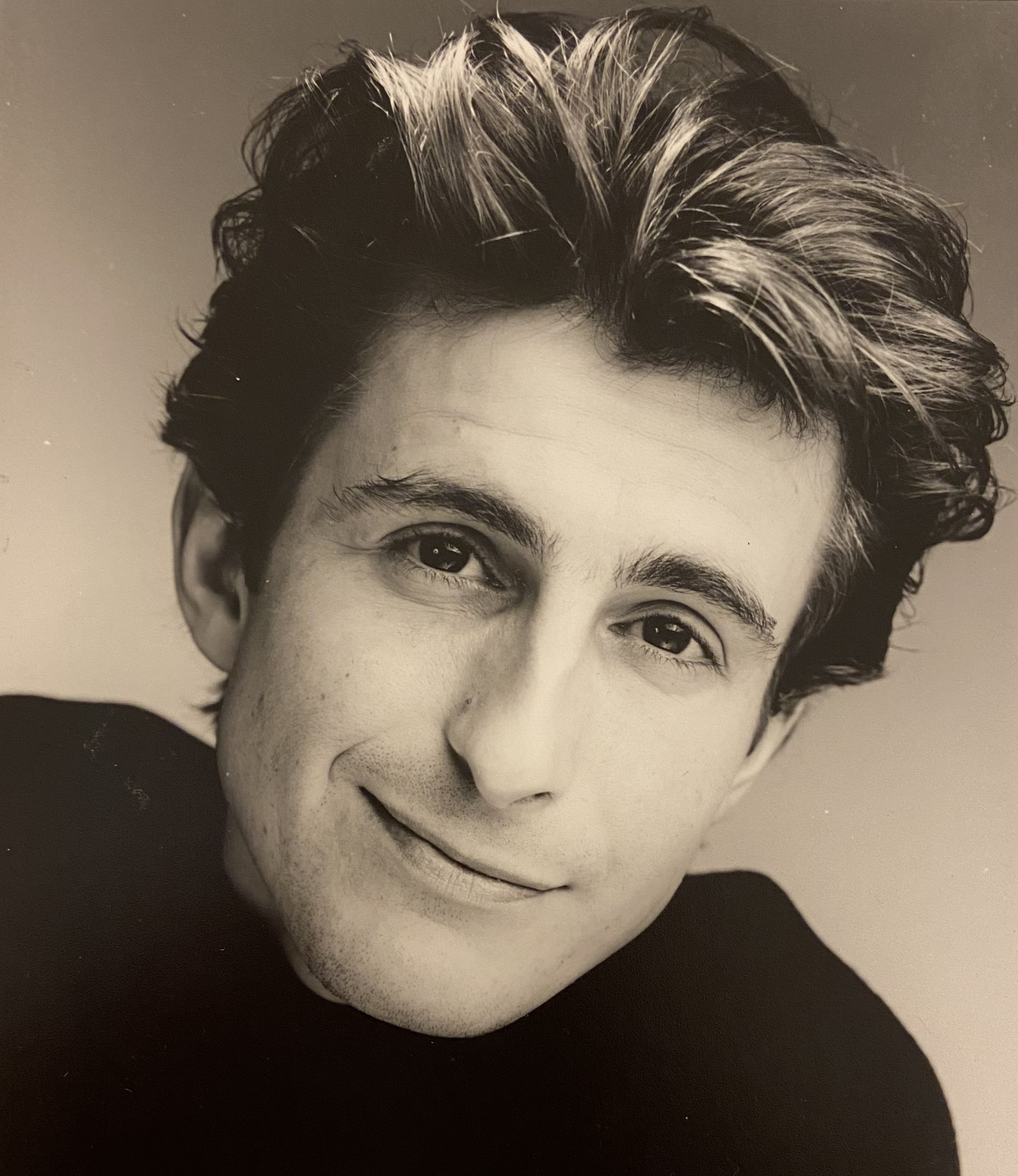
Bruno de Stabenrath (2005)

Bruno de Stabenrath (* 1961 als Bruno Staab) ist ein französischer Schauspieler, Komponist, Musiker und Schriftsteller.

## Leben
Als Filmschauspieler machte De Stabenreth sein Filmdebüt unter Regie von François Truffaut in dem Film Taschengeld von 1976. Bis in die Gegenwart war er in über einem Dutzend Film- und Fernsehproduktionen zu sehen. Sein erster Roman, Cavalcade (im Deutschen 2003 als Salto vitale erschienen), schildert autobiografisch die Folgen eines schweren Unfalls, den der Autor 1996 erlitt. Er ist inzwischen verfilmt worden.

## Werke
- Salto vitale. Roman. List, München 2003, ISBN 3-548-60333-5.
- Qu'est-ce que tu me chantes?: Histoires secrètes des cinquante plus grands tubes de la chanson française. Robert Laffont, 2006, ISBN 978-2221107522
- Dictionnaire des destins brisés du Rock. Points, 2008, ISBN 978-2757808627

## Filmografie (Auswahl)
- 1976: Taschengeld (L’argent de poche)
- 1982: Flucht nach Varennes (La nuit de Varennes)
- 2003: Une femme d’honneur (Fernsehserie, 1 Folge)
- 2019: Engrenages (Fernsehserie, 1 Folge)